# Olympische Winterspiele 2022/Teilnehmer (Estland)
| Gelbes Symbol für Goldmedaillen mit stilisierten Olympischen Ringen | Graues Symbol für Silbermedaillen mit stilisierten Olympischen Ringen | Braundes Symbol für Bronzemedaillen mit stilisierten Olympischen Ringen |
| ------------------------------------------------------------------- | --------------------------------------------------------------------- | ----------------------------------------------------------------------- |
| —                                                                   | —                                                                     | 1                                                                       |

Estland nahm an den Olympischen Winterspielen 2022 in Peking mit 26 Athleten, davon 14 Männer und 12 Frauen, in acht Sportarten teil. Es war die zwölfte Teilnahme des Landes an Olympischen Winterspielen.

## Medaillen

### Medaillenspiegel
| Rang   | Sportart         | Gold | Silber | Bronze | Gesamt |
| ------ | ---------------- | ---- | ------ | ------ | ------ |
| 1      | Freestyle-Skiing | —    | –      | 1      | 1      |
| Gesamt | Gesamt           | 0    | 0      | 1      | 1      |

### Medaillengewinner
| Name/n        | Sportart         | Wettkampf  |
| ------------- | ---------------- | ---------- |
| Bronze        |                  |            |
| Kelly Sildaru | Freestyle-Skiing | Slopestyle |

## Teilnehmer nach Sportarten

### Biathlon
| Athleten                                              | Wettbewerbe        | Zeit        | Fehler         | Rang |
| ----------------------------------------------------- | ------------------ | ----------- | -------------- | ---- |
| Frauen                                                |                    |             |                |      |
| Susan Külm                                            | 7,5 km Sprint      | 23:15,3 min | 1 (0+1)        | 44   |
| Susan Külm                                            | 10 km Verfolgung   | 40:57,3 min | 3 (1+1+1+0)    | 45   |
| Susan Külm                                            | 15 km Einzel       | 54:17,0 min | 6 (2+2+1+1)    | 82   |
| Regina Oja                                            | 7,5 km Sprint      | 23:24,4 min | 2 (1+1)        | 56   |
| Regina Oja                                            | 10 km Verfolgung   | 41:14,5 min | 5 (3+1+0+1)    | 50   |
| Regina Oja                                            | 15 km Einzel       | 53:53,7 min | 7 (4+0+2+1)    | 79   |
| Johanna Talihärm                                      | 7,5 km Sprint      | 23:13,3 min | 0 (0+0)        | 43   |
| Johanna Talihärm                                      | 10 km Verfolgung   | DNS         | DNS            | DNS  |
| Johanna Talihärm                                      | 15 km Einzel       | 51:59,5 min | 3 (0+1+1+1)    | 66   |
| Tuuli Tomingas                                        | 7,5 km Sprint      | 22:49,2 min | 2 (1+1)        | 33   |
| Tuuli Tomingas                                        | 10 km Verfolgung   | 41:12,2 min | 7 (0+2+3+2)    | 49   |
| Tuuli Tomingas                                        | 15 km Einzel       | 49:20,3 min | 4 (0+1+1+2)    | 43   |
| Susan Külm Regina Oja Johanna Talihärm Tuuli Tomingas | 4 × 6-km-Staffel   | LAP         | LAP            | 15   |
| Männer                                                |                    |             |                |      |
| Kalev Ermits                                          | 10 km Sprint       | 27:46,4 min | 4 (2+2)        | 88   |
| Kalev Ermits                                          | 20 km Einzel       | 57:21,3 min | 6 (2+2+0+2)    | 78   |
| Raido Ränkel                                          | 10 km Sprint       | 26:39,1 min | 2 (0+2)        | 51   |
| Raido Ränkel                                          | 12 km Verfolgung   | 46:23,1 min | 6 (1+1+2+2)    | 47   |
| Raido Ränkel                                          | 20 km Einzel       | 56:32,4 min | 5 (0+2+1+2)    | 73   |
| Kristo Siimer                                         | 10 km Sprint       | 27:06,6 min | 1 (1+0)        | 70   |
| Kristo Siimer                                         | 20 km Einzel       | 55:32,7 min | 3 (0+0+1+2)    | 60   |
| Rene Zahkna                                           | 10 km Sprint       | 26:37,9 min | 1 (0+1)        | 50   |
| Rene Zahkna                                           | 12 km Verfolgung   | 46:54,0 min | 3 (0+0+2+1)    | 50   |
| Rene Zahkna                                           | 20 km Einzel       | 56:06,0 min | 3 (0+0+1+2)    | 68   |
| Kalev Ermits Raido Ränkel Kristo Siimer Rene Zahkna   | 4 × 7,5-km-Staffel | 1:26:03,6 h | 2+12 (0+4 2+8) | 15   |
| Mixed                                                 |                    |             |                |      |
| Regina Oja Tuuli Tomingas Rene Zahkna Kristo Siimer   | 4 × 6-km-Staffel   | 1:11:56,5 h | 1+14 (0+8 1+6) | 16   |

### Eiskunstlauf
| Athleten          | Wettbewerbe | Kurzprogramm | Kurzprogramm | Kür           | Kür           | Gesamt | Gesamt |
| Athleten          | Wettbewerbe | Punkte       | Rang         | Punkte        | Rang          | Punkte | Rang   |
| ----------------- | ----------- | ------------ | ------------ | ------------- | ------------- | ------ | ------ |
| Frauen            |             |              |              |               |               |        |        |
| Eva-Lotta Kiibus  | Einzel      | 59,55        | 21           | 112,20        | 20            | 171,75 | 21     |
| Männer            |             |              |              |               |               |        |        |
| Aleksandr Selevko | Einzel      | 65,29        | 28           | ausgeschieden | ausgeschieden | 65,29  | 28     |

### Eisschnelllauf
| Athlet      | Wettbewerbe | Zeit        | Rang |
| ----------- | ----------- | ----------- | ---- |
| Männer      |             |             |      |
| Marten Liiv | 500 m       | 35,26 s     | 24   |
| Marten Liiv | 1000 m      | 1:08,65 min | 7    |

### Freestyle-Skiing
| Athlet        | Wettbewerbe | Qualifikation | Qualifikation | Finale        | Finale        | Rang   |
| Athlet        | Wettbewerbe | Punkte        | Rang          | Punkte        | Rang          | Rang   |
| ------------- | ----------- | ------------- | ------------- | ------------- | ------------- | ------ |
| Frauen        |             |               |               |               |               |        |
| Kelly Sildaru | Big Air     | 125,50        | 17            | ausgeschieden | ausgeschieden | 17     |
| Kelly Sildaru | Slopestyle  | 86,15         | 1             | 82,06         | 3             | Bronze |
| Kelly Sildaru | Halfpipe    | 87,50         | 3             | 87,00         | 4             | 4      |

### Nordische Kombination
| Athlet         | Wettbewerb                        | Skispringen | Skispringen | Skispringen | Langlauf    | Langlauf | Rang |
| Athlet         | Wettbewerb                        | Weite       | Punkte      | Rang        | Zeit        | Rang     | Rang |
| -------------- | --------------------------------- | ----------- | ----------- | ----------- | ----------- | -------- | ---- |
| Männer         |                                   |             |             |             |             |          |      |
| Kristjan Ilves | Gundersen-Wettkampf Normalschanze | DNS         | DNS         | DNS         | DNS         | DNS      | DNS  |
| Kristjan Ilves | Gundersen-Wettkampf Großschanze   | 140,0 m     | 128,7       | 2           | 28:13,5 min | 9        | 9    |

### Ski Alpin
| Athleten            | Wettbewerbe  | 1. Lauf     | 1. Lauf | 2. Lauf       | 2. Lauf       | Gesamt        | Gesamt        |
| Athleten            | Wettbewerbe  | Zeit        | Rang    | Zeit          | Rang          | Zeit          | Rang          |
| ------------------- | ------------ | ----------- | ------- | ------------- | ------------- | ------------- | ------------- |
| Frauen              |              |             |         |               |               |               |               |
| Kaitlyn Vesterstein | Riesenslalom | 1:05,39 min | 43      | 1:05,05 min   | 34            | 2:10,44 min   | 35            |
| Kaitlyn Vesterstein | Slalom       | DNF         | DNF     | ausgeschieden | ausgeschieden | ausgeschieden | ausgeschieden |
| Männer              |              |             |         |               |               |               |               |
| Tormis Laine        | Riesenslalom | DNF         | DNF     | ausgeschieden | ausgeschieden | ausgeschieden | ausgeschieden |
| Tormis Laine        | Slalom       | DNF         | DNF     | ausgeschieden | ausgeschieden | ausgeschieden | ausgeschieden |

### Skilanglauf
| Athleten                                                       | Wettbewerbe       | Zeit         | Rang         |
| -------------------------------------------------------------- | ----------------- | ------------ | ------------ |
| Frauen                                                         |                   |              |              |
| Kaidy Kaasiku                                                  | 10 km Klassisch   | 33:50,7 min  | 70           |
| Kaidy Kaasiku                                                  | 15 km Skiathlon   | 52:12,6 min  | 54           |
| Keidy Kaasiku                                                  | 10 km Klassisch   | 32:55,4 min  | 60           |
| Keidy Kaasiku                                                  | 15 km Skiathlon   | 49:40,7 min  | 39           |
| Aveli Uustalu                                                  | 10 km Klassisch   | 35:46,2 min  | 80           |
| Tatjana Mannima                                                | ohne Einsatz      | ohne Einsatz | ohne Einsatz |
| Kaidy Kaasiku Keidy Kaasiku Mariel Merlii Pulles Aveli Uustalu | 4 × 5 km Staffel  | 1:01:18,9 h  | 16           |
| Männer                                                         |                   |              |              |
| Alvar Johannes Alev                                            | 15 km Klassisch   | 41:12,5 min  | 35           |
| Alvar Johannes Alev                                            | 30 km Skiathlon   | 1:23:50,5 h  | 33           |
| Alvar Johannes Alev                                            | 50 km Freier Stil | 1:16:28,4 h  | 36           |
| Martin Himma                                                   | 15 km Klassisch   | 42:44,4 min  | 56           |
| Henri Roos                                                     | 15 km Klassisch   | 44:17,8 min  | 70           |
| Alvar Johannes Alev Martin Himma Marko Kilp Henri Roos         | 4 × 10 km Staffel | LAP          | 15           |

| Athleten                           | Wettbewerbe | Qualifikation | Qualifikation | Viertelfinale | Viertelfinale | Halbfinale    | Halbfinale    | Finale        | Finale        | Rang |
| Athleten                           | Wettbewerbe | Zeit          | Rang          | Zeit          | Rang          | Zeit          | Rang          | Zeit          | Rang          | Rang |
| ---------------------------------- | ----------- | ------------- | ------------- | ------------- | ------------- | ------------- | ------------- | ------------- | ------------- | ---- |
| Frauen                             |             |               |               |               |               |               |               |               |               |      |
| Kaidy Kaasiku                      | Sprint      | 3:31,54 min   | 48            | ausgeschieden | ausgeschieden | ausgeschieden | ausgeschieden | ausgeschieden | ausgeschieden | 48   |
| Keidy Kaasiku                      | Sprint      | 3:36,82 min   | 62            | ausgeschieden | ausgeschieden | ausgeschieden | ausgeschieden | ausgeschieden | ausgeschieden | 62   |
| Mariel Merlii Pulles               | Sprint      | 3:27,71 min   | 41            | ausgeschieden | ausgeschieden | ausgeschieden | ausgeschieden | ausgeschieden | ausgeschieden | 41   |
| Aveli Uustalu                      | Sprint      | 3:37,10 min   | 64            | ausgeschieden | ausgeschieden | ausgeschieden | ausgeschieden | ausgeschieden | ausgeschieden | 64   |
| Mariel Merlii Pulles Keidy Kaasiku | Team-Sprint | —             | —             | —             | —             | 24:47,51 min  | 9             | ausgeschieden | ausgeschieden | 17   |
| Männer                             |             |               |               |               |               |               |               |               |               |      |
| Martin Himma                       | Sprint      | 3:00,07 min   | 48            | ausgeschieden | ausgeschieden | ausgeschieden | ausgeschieden | ausgeschieden | ausgeschieden | 48   |
| Marko Kilp                         | Sprint      | 2:58,95 min   | 45            | ausgeschieden | ausgeschieden | ausgeschieden | ausgeschieden | ausgeschieden | ausgeschieden | 45   |
| Henri Roos                         | Sprint      | 2:57,15 min   | 41            | ausgeschieden | ausgeschieden | ausgeschieden | ausgeschieden | ausgeschieden | ausgeschieden | 41   |
| Henri Roos Martin Himma            | Team-Sprint | —             | —             | —             | —             | 20:24,29 min  | 5             | ausgeschieden | ausgeschieden | 11   |

### Skispringen
| Athleten      | Wettbewerb    | Qualifikation | Qualifikation | Qualifikation | 1. Durchgang | 1. Durchgang | 1. Durchgang | 2. Durchgang  | 2. Durchgang  | 2. Durchgang  | Gesamt | Gesamt |
| Athleten      | Wettbewerb    | Weite         | Punkte        | Rang          | Weite        | Punkte       | Rang         | Weite         | Punkte        | Rang          | Punkte | Rang   |
| ------------- | ------------- | ------------- | ------------- | ------------- | ------------ | ------------ | ------------ | ------------- | ------------- | ------------- | ------ | ------ |
| Männer        |               |               |               |               |              |              |              |               |               |               |        |        |
| Artti Aigro   | Normalschanze | 86,0 m        | 80,0          | 33            | 97,0 m       | 116,7        | 34           | ausgeschieden | ausgeschieden | ausgeschieden | 116,7  | 34     |
| Artti Aigro   | Großschanze   | 117,0 m       | 102,0         | 31            | 130,0 m      | 121,4        | 29           | 127,5 m       | 117,9         | 28            | 239,3  | 30     |
| Kevin Maltsev | Normalschanze | 89,5 m        | 80,2          | 32            | 96,5 m       | 112,5        | 40           | ausgeschieden | ausgeschieden | ausgeschieden | 112,5  | 40     |
| Kevin Maltsev | Großschanze   | 113,0 m       | 94,3          | 41            | 126,5 m      | 113,6        | 37           | ausgeschieden | ausgeschieden | ausgeschieden | 113,6  | 37     |